# 久木田帆乃夏
久木田 帆乃夏（くきた ほのか、2002年 (平成14年) 6月3日 - ）は、成蹊大学理工学部 理工学科・機械システム専攻に在学する日本の女子大学生タレント。
バラエティ番組『オールナイトフジコ』（フジテレビ系列）に「フジコーズ」として番組末期までレギュラー出演していた（2期生・学生番号18番）。

## 来歴
3歳の頃からピアノを習っており、全国大会で1位になったこともある。
グランプリを獲得した「ミス成蹊コンテスト2023」のライブ配信の際にファンにフジコーズの2期生募集オーディションのことを教えてもらい、大学生しか出られない番組なので、今だけのチャンスだと思い、応募。審査員特別賞を獲得し、見事2期生に選ばれ、2023年10月20日放送分から「オールナイトフジコ」に出演中。
2024年3月12日、 Miss of Miss Campus Queen Contest2024に出場し、審査員特別賞など5賞（この他フジテレビアナトレ賞、CamCam賞、ミス学生新聞賞、OOu賞）受賞した。

## 人物
- スターバックスでアルバイトしている[4]。
- 実姉は衛星とカラテアの久木田菜々夏である。2024年12月10日発売の光文社『FLASH』2024年12月24日号にて姉妹共演グラビアが実現[5]。2025年2月11日号でも共演グラビアが掲載された[6]。

## 出演

### テレビ
- オールナイトフジコ（2023年10月20日 - 2025年3月7日、フジテレビ）
- 2023 FNS歌謡祭 第2夜（2023年12月13日、フジテレビ）
- レッツケイバフジコ（2024年4月28日、フジテレビ）[7]
- 土曜はカラフル!!!（2024年6月8日、東京メトロポリタンテレビジョン）[8]
- マチコミ（2024年9月3日、テレビ埼玉）[9]

### ラジオ
- DJ Tomoaki's Radio Show!（2024年4月4日、6月6日、下北FM）

### イベント
- BIWAFES2024（2024年2月4日、ボートレースびわこ）
- オダイバ!!超次元音楽祭フユフェス2024（2024年2月24日・25日、ぴあアリーナMM）
- マイナビTOKYO GIRLS COLLECTION 2024 SPRING/SUMMER（2024年3月2日、代々木第一体育館）[10]
- AGESTOCK2024（2024年3月3日、代々木第一体育館）
- 富士SUPER TEC 24時間レース（2024年5月25日、富士スピードウェイ）
- TOKYO IDOL FESTIVAL 2024（2024年8月2日・3日、お台場・青海周辺エリア）